# Bài Hàn
| Quốc gia thăm dò | Tích cực | Tiêu cực | Trung lập | tích-tiêu |
| ---------------- | -------- | -------- | --------- | --------- |
| Đức              | 17%      | 65%      | 13%       | -48%      |
| México           | 24%      | 45%      | 31%       | -21%      |
| Hy Lạp           | 18%      | 33%      | 49%       | -15%      |
| Pháp             | 37%      | 47%      | 16%       | -10%      |
| Thổ Nhĩ Kỳ       | 30%      | 40%      | 30%       | -10%      |
| Nhật Bản         | 19%      | 28%      | 53%       | -9%       |
| Brasil           | 30%      | 38%      | 32%       | -8%       |
| Ai Cập           | 20%      | 27%      | 53%       | -7%       |
| Canada           | 38%      | 41%      | 21%       | -3%       |
| Ấn Độ            | 19%      | 19%      | 62%       | 0%        |
| Anh Quốc         | 41%      | 40%      | 19%       | 1%        |
| Ba Lan           | 31%      | 29%      | 40%       | 2%        |
| Perú             | 31%      | 25%      | 44%       | 6%        |
| Pakistan         | 29%      | 21%      | 50%       | 8%        |
| Úc               | 45%      | 36%      | 19%       | 9%        |
| Hoa Kỳ           | 47%      | 37%      | 16%       | 10%       |
| Nga              | 34%      | 24%      | 42%       | 10%       |
| Kenya            | 34%      | 21%      | 44%       | 13%       |
| Chile            | 40%      | 26%      | 34%       | 14%       |
| Nigeria          | 48%      | 32%      | 20%       | 16%       |
| Trung Quốc       | 44%      | 28%      | 28%       | 16%       |
| Tây Ban Nha      | 43%      | 21%      | 34%       | 21%       |
| Ghana            | 55%      | 15%      | 30%       | 35%       |
| Indonesia        | 58%      | 17%      | 25%       | 41%       |
| Hàn Quốc         | 64%      | 22%      | 14%       | 42%       |

Bài Hàn hay bài Triều Tiên liên quan đến hận thù, phản cảm với người dân, văn hóa hoặc quốc gia trên bán đảo Triều Tiên.
Triều Tiên và Trung Quốc có lịch sử duy trì các mối quan hệ vững chắc. Triều Tiên bị Nhật Bản sáp nhập vào năm 1910. Trung Quốc cho rằng một số người Triều Tiên trong Quân đội Đế quốc Nhật Bản xâm chiếm Trung Quốc trong Chiến tranh Trung-Nhật, ngoài ra một số người Triều Tiên được ghi nhận là tham gia vào hoạt động của Đường sắt chết Miến Điện. Người Trung Quốc do đó gọi người Triều Tiên là "nhị quỷ tử" (tiếng Trung: 二鬼子; bính âm: èr guǐzi).
Theo một quan chức từ văn phòng thương mại Hàn Quốc tại Đài Loan, việc bán các sản phẩm của Hàn Quốc không quá thành công tại Đài Loan do "người Đài Loan cảm thấy bị phụ bạc mạnh sau khi Hàn Quốc đoạn tuyệt quan hệ ngoại giao với Đài Loan và thiết lập quan hệ ngoại giao với Trung Quốc vào năm 1992, do người dân Đài Loan nhìn nhận Hàn Quốc là một đồng minh trong cuộc chiến chống Cộng sản... Ngày nay do hai quốc gia đều có nền kinh tế có định hướng xuất khẩu và tập trung vào các ngành kinh doanh tương tự, người Đài Loan nhìn nhận Hàn Quốc là một đối thủ lớn, cho rằng việc để thua Hàn Quốc sẽ kết liễu Đài Loan."
Trong Đại thảm họa động đất Kantō 1923, một khu vực có đông người Triều Tiên bị thiệt hại nặng nề, nhiều người Nhật Bản địa phương phản ứng thái quá với các tin đồn lan rộng sau động đất. Sau sự kiện, các nhóm cực hữu tại Nhật Bản có chung nhận định rằng người Triều Tiên đầu độc các giếng nước, cuối cùng dẫn đến một cơn thịnh nộ sát hại người Triều Tiên, những người Nhật tham gia sử dụng khẩu hiệu ba bi bu be bo (ばびぶべぼ) để phân biệt người Triều Tiên với người Nhật Bản, lý do là vì họ tin rằng người Triều Tiên sẽ phát âm sai thành [pa, pi, pu, pe, po]. Làn sóng Hàn Quốc tạo ra một số oán giận trong xã hội Nhật Bản, các nhóm dân tộc chủ nghĩa cánh hữu tại Nhật Bản tổ chức các cuộc phản đối Hàn lưu thông qua trang mạng 2channel. Ngày 9 tháng 8 năm 2011, có hơn 2.000 người biểu tình trước trụ sở của Fuji TV tại Odaiba, Tokyo để chống lại việc phát sóng phim truyền hình Hàn Quốc.
Thời Liên Xô, người Triều Tiên tại Viễn Đông Nga là đối tượng bị trục xuất theo chính sách phân định dân tộc, phần lớn người Triều Tiên bị tái định cư đến các nước cộng hòa tại Trung Á của Liên Xô. Đến tháng 8 năm 1937, các kế hoạch tái định cư lại hồi sinh với sức sống mới, bề ngoài là nhằm mục đích ngăn cản "sự thâm nhập của gián điệp Nhật Bản vào các tỉnh Viễn Đông". Từ tháng 9 đến tháng 10 năm 1937, trên 172.000 người Triều Tiên tại Liên Xô bị trục xuất từ các khu vực biên giới Viễn Đông đến Kazakhstan và Uzbekistan.